# Западни Бенгал
Западни Бенгал је савезна држава Индије са површином од 88.752 km² и 80.221.171 становника (стање: 1. јан. 2001). Западно се налази Бангладеш. Ова држава заједно са Бангладешом чини један етничко-лингвистички регион Бенгал. На североистоку су Асам и Сиким, а југоисточно је Ориса. На северозападу граничи са Непалом.

## Историја
Пре 4.000 година регион Бенгала су населили Дравиди, Тибетско-бурмански и аустроазијски народи. Доласком Индоаријаца створено је краљевство Магада у 7. веку п. н. е. Магада се спомиње и у Рамајани и у Махабхарати. Под Маурја династијом Магада царство се протезало преко готово целе јужне Азије, укључујући делове Персије и Авганистана под Ашоком у 3. веку п. н. е. Од 3. до 6. века после Христа краљевство Магада је било седиште Гупта царства. После периода анархије будистичка Пала династија владала је регионом 400 година, а после тога крађе време је владала хиндуистичка Сена династија. Ислам долази у Бенгал преко суфи мисионара, а после тога муслиманска освајања шире ислам целим подручјем. Турски генерал Бактијар Килџи је срушио династију Сена и овладао великим делом Бенгала. Неколико векова регионом владају династије султана и феудалних владара под Делхијским Султанатом. Могулски генерал Ислам Кан је у 15. веку освојио Бенгал. Ипак регионом су владали полунезависно гувернери постављени од стране могула из Делхија. Наваби од Муршидабада су владали у име Могула.
Европски трговци стижу у 15. веку и њихова моћ је расла, све док Британска источноиндијска компанија није заузела Бенгал после битке код Пласеја 1757. и победе над задњим Навабом. Марати су били побеђени. Бенгалско Председништво је успостављено 1765, а укључивало је и територије садашње Мадја Прадеш државе. Калкута је постала центар британског Бенгала. Велика глад 1770. однела је 3 милиона живота у Бенгалу. Британија је покушала да подели Бенгал у две зоне 1905, али због побуне од тога се одустало 1911. Бенгалске револуционарне групе су имале велику улогу у индијском покрету за независност. Бенгал је 1947. подељен дуж верске линије, тако да је источни Бенгал припао Пакистану, а западни Бенгал Индији. Источни Бенгал се звао Источни Пакистан до 1971, а од 1971. постаје независна држава Бангладеш. Током Индијско-пакистанскога рата 1971. милиони избеглица су нашли уточиште у западном Бенгалу.

## Географија и клима
Западни Бенгал се протеже од Хималаја до Бенгалског залива. Ганг је највећа река, која се ту дели на више делова. Планинско подручје на северу има многе реке које теку према Гангу. Алувијална низија Ганга је изузетно плодна.
Клима је прелазна између тропских савана на јужним подручјима и влажне суптропске на северу. Главна доба су лето, кишна сезона, кратка јесен и зима.
Клима је тропска, влажна, монсунска. Лета у делти су изузетно влажна, а на западним височјима лета су суха. Монсуни трају од јуна до септембра и доносе огромну количину падавина. Зиме су благе са просечном темпаратуром од 15°C. А на Хималајима су зиме оштре.

## Флора и фауна
Шуме чине 14% површине, а заштићене шуме чине 4%. Подручје је јако плодно, посебно у алувијалној низији Ганга са великом количином падавина. Постоје бројне животињске врсте, као што су индијски носорози, индијски слонови и бенгалски тигрови. Постоји 5 националних паркова са бројним животињама и ретким птицама. Бенгалски тигар је заштићена и угрожена животиња.

## Економија
Пољопривреда представља главну делатност. Пиринач је главни пољопривредни производ намењен исхрани. Јута и чај представљају производе на којима се највише зарађује. Гаји се и кукуруз, пшеница, јечам, крумпир, уљна репица и дуван. Сервисни сектор доприноси са 51% бруто производу Западног Бенгала. Пољопривреда учествује са 27%, а индустрија са 22%. Колката постаје значајна за ИТ индустрију.

## Демографија
Већина становништва су Бенгалези. Мањина су Бихарци, Шерпаси и Тибетанци. Службени језик је бенгалски. Хинди и енглески су у употреби.
Са 904 становника по km² Западни Бенгал је најгушће насељена област Индије. По религији има 72,5% хиндуса и 25% муслимана.

## Галерија
- На путевима у Калкути могу се видети аутобуси, такси возила, рикше и други модели путних возила
- Бенгалски тигар